# Ellen Meliesie
Elisabeth Johanna Wilhelmina (Ellen) Meliesie (Zwolle, 2 januari 1963) is een voormalige Nederlandse roeister. Ze vertegenwoordigde Nederland verschillende malen bij grote internationale wedstrijden. Ze werd wereldkampioene roeien op het onderdeel lichte dubbel-twee. Ook nam ze eenmaal deel aan de Olympische Spelen, maar won bij die gelegenheid geen medaille.

## Carrière
Haar beste prestatie leverde ze in 1988 op de wereldkampioenschappen roeien in Milaan. Vanwege de Olympische Spelen werd er dat jaar alleen in de lichte klasse gestreden. Met een tijd van 7.11,85 veroverde ze met haar roeipartner Laurien Vermulst een gouden medaille bij de lichte dubbel-twee.
In 1996 maakte ze op 33-jarige leeftijd haar olympische debuut op de Olympische Spelen van Atlanta. Met Laurien Vermulst kwam ze uit op het roeionderdeel lichte dubbel-twee. De roeiwedstrijden werden gehouden op Lake Lanier, 88 kilometer noordoostelijk van Atlanta. Via de series (7.32,30), herkansing (7.00,17) en de halve finale (7.19,02) drongen ze door tot de finale. Daar moesten ze met een tijd van 7.21,92 genoegen nemen met een zesde plaats. Deze wedstrijd werd gewonnen door het Roemeense tweetal in 7.12,78.
Meliesie was in haar actieve tijd aangesloten bij de Zwolsche Roei & Zeil Vereniging. Ze werd fysiotherapeut.
Van 2010 tot 2023 was Meliesie als fysiotherapeut verbonden aan Landstede Basketbal. Vanaf 2005 tot heden werkt ze bij de opleiding Landstede Sport en Bewegen.

## Titels
- Wereldkampioene lichte dubbel-twee - 1988

## Palmares

### roeien (lichte dubbel-twee)
- 1986:  WK in Nottingham - 7.19,12
- 1988:  WK in Milaan - 7.11,85
- 1993:  WK in Račice
- 1996: 6e OS in Atlanta - 7.21,92
- 1997: 7e Wereldbeker III in Luzern - 7.17,26
- 1998: 7e Wereldbeker II in Hazewinkel - 7.29,98

Laurien Vermulst · 
Ellen Meliesie